# Carnaval de Badajoz 2020
La XL edición del carnaval de Badajoz comenzó oficialmente el 21 de febrero de 2020 y finalizó el 25 de febrero de 2020.

## Pregón
Las tres mujeres relacionadas con las fiestas carnavaleras serán las pregoneras del Carnaval de Badajoz 2020, Fiesta de Interés Turístico Nacional, que se celebra del 21 al 25 de febrero.
Así lo ha anunciado la concejala de Ferias y Fiestas, Lara Montero de Espinosa, en un acto en las antiguas Casas Consistoriales en el que han estado presentes las tres pregoneras de este año.

## Tamborada
La tamborada se realizó a las 21.00 horas el día 15 de febrero de 2020 en la Institución Ferial de Badajoz (IFEBA), siendo este el tercer año que se celebra en dicho lugar.
Estuvo ausente la ganadora de la edición anterior Caribe.
| Pos. | Comparsa            | Puntos / Premio | Puntos / Premio   |
| ---- | ------------------- | --------------- | ----------------- |
| 1    | Yuyubas             | 108             |                   |
| 2    | Cambalada           | 102             |                   |
| 3    | Valkerai            | 110             |                   |
| 4    | Los Desertores      | 92              |                   |
| 5    | Los Pirulfos        | 112             | Medalla de bronce |
| 6    | El Vaivén           | 120             | Medalla de plata  |
| 7    | Infectos Acelerados | 104             |                   |
| 8    | Moracantana         | 111             |                   |
| 9    | Pío-pío             | 109             |                   |
| 10   | Umsuka Imbali       | 123             | Medalla de oro    |

## Concurso de Murgas

### Preliminares (11/02/2020 - 14/02/2020)
Martes, 11 de febrero:
| Pos. | Murgas                            |
| ---- | --------------------------------- |
| 1    | Los callejeros                    |
| 2    | BadaZoo                           |
| 3    | Los Water Closet                  |
| 4    | La Castafiore                     |
| 5    | Los 3W                            |
| 6    | Los que se reparten el Testamento |

Miércoles, 12 de febrero:
| Pos. | Murgas              |
| ---- | ------------------- |
| 1    | Las Polichinelas    |
| 2    | 20 D'Copas          |
| 3    | Acontragolpe        |
| 4    | Murger Queen        |
| 5    | Chirigota L'Antigua |
| 6    | Al Maridi           |

Jueves, 13 de febrero:
| Pos. | Murgas            |
| ---- | ----------------- |
| 1    | Yo No Salgo       |
| 2    | Los Informales    |
| 3    | Marwan            |
| 4    | El Verdadero      |
| 5    | Los del Año Pasao |
| 6    | Los Mirinda       |

Viernes, 14 de febrero:
| Pos. | Murgas          |
| ---- | --------------- |
| 1    | Sa Tersiao      |
| 2    | La Mascarada    |
| 3    | Las Chimixurris |
| 4    | De Turuta Madre |
| 5    | Los Chungos     |
| 6    | Los Camballotas |

### Semifinales (18/02/2020 - 19/02/2020)
Martes, 18 de febrero:
| Pos. | Murgas                            |
| ---- | --------------------------------- |
| 1    | Los Water Closet                  |
| 2    | Los 3W                            |
| 3    | Los que se reparten el testamento |
| 4    | A Contragolpe                     |
| 5    | Al Maridi                         |
| 6    | Yo No Salgo                       |

Miércoles, 19 de febrero:
| Pos. | Murgas          |
| ---- | --------------- |
| 1    | Marwan          |
| 2    | Los Mirinda     |
| 3    | Las Chimixurris |
| 4    | De Turuta Madre |
| 5    | Los Chungos     |
| 6    | Los Camballotas |

### Final (21/02/2020)
La final se celebrará el día viernes, 21 de febrero
| Pos. | Murgas                            | Clas. | Clas.             |
| ---- | --------------------------------- | ----- | ----------------- |
| 1    | Los que se reparten el testamento | 2     | Medalla de plata  |
| 2    | Al Maridi                         | 1     | Medalla de oro    |
| 3    | Los 3W                            | 5     |                   |
| 4    | Las Chimixurris                   | 3     | Medalla de bronce |
| 5    | Los Mirinda                       | 6     |                   |
| 6    | Los Water Closet                  | 4     |                   |

## Desfiles de comparsas

### Desfile de comparsas Infantil (21/02/2020)
El desfile infantil sale el viernes 21 de marzo a las 17 horas, realizando el siguiente recorrido: Avenida de Europa, Plaza Dragones Hernán Cortés, plaza de Minayo, calle Obispo San Juan de Ribera y plaza de España.
| Pos. | Artefactos              | Puntos / Premio | Puntos / Premio      |
| ---- | ----------------------- | --------------- | -------------------- |
| 1    | El Vuelta de los Héroes |                 |                      |
| 2    | Achiweyba               |                 |                      |
| 3    | Caretos Salvavidas      |                 |                      |
| 4    | Wailuku                 |                 |                      |
| 5    | Yuyubas                 |                 |                      |
| 6    | Montihuacán             |                 |                      |
| 7    | Balumba                 |                 |                      |
| 8    | Los Lorolos             |                 |                      |
| 9    | Infectos Acelerados     |                 |                      |
| 10   | Donde Vamos la Liamos   |                 | 3er PremioCompartido |
| 11   | Camalotes del Guadiana  |                 |                      |
| 12   | La Kochera              |                 |                      |
| 13   | La Bullanguera          |                 |                      |
| 14   | La Movida               |                 |                      |
| 15   | Lancelot                |                 | 4.º PremioCompartido |
| 16   | Los Pío Pío             |                 |                      |
| 17   | Los Lingotes            |                 | 2.º PremioCompartido |
| 18   | Atahualpa               |                 |                      |
| 19   | Dekebais                |                 |                      |
| 20   | Marabunta               |                 | 3er PremioCompartido |
| 21   | La Pava & Company       |                 | 5.º Premio           |
| 22   | Moracantana             |                 |                      |
| 23   | El Vaivén               |                 | 2.º PremioCompartido |
| 24   | Anuva                   |                 | 1er Premio           |
| 25   | Vas Como Quieres        |                 |                      |
| 26   | Los Pirulfos            |                 |                      |
| 27   | Los Riki's              |                 |                      |
| 28   | Los Soletes             |                 |                      |
| 29   | Las Monjas              |                 |                      |
| 30   | Caribe                  |                 |                      |
| 31   | Valkerai                |                 |                      |
| 32   | Themba                  |                 |                      |
| 33   | Umsuka Imbali           |                 |                      |
| 34   | Meraki                  |                 |                      |
| 35   | Los Tucanes             |                 | 4.º PremioCompartido |
| 36   | Los Desertores          |                 |                      |
| 37   | Cambalada               |                 | 4.º PremioCompartido |

### Pasarela Don Carnal (22/02/2020)
Se realizará un Sambodromo, para que las comparsas puedan exhibirse. Esta pasarela se realizará el sábado 22 de febrero en Puerta Palmas.
La pasarela de las comparsas infantiles comenzarán a las 13:00 y contarán con un tiempo límite de exhibición de 5 minutos:
| Pos. | Infantiles         |
| ---- | ------------------ |
| 1    | Los Pío Pío        |
| 2    | Caretos Salvavidas |
| 3    | Los Desertores     |
| 4    | Moracantana        |
| 5    | Umsuka-Imbali      |
| 6    | Los Soletes        |
| 7    | Balumba            |
| 8    | Vaivén             |
| 9    | Cambalada          |

Las comparsas de adultos comenzarán a las 16:00 y contarán con un tiempo límite de exhibición de 10 minutos:
| Pos. | Adultos            |
| ---- | ------------------ |
| 1    | Cambalada          |
| 2    | Dekebais           |
| 3    | Vaivén             |
| 4    | Caretos Salvavidas |
| 5    | Batala Badajoz     |
| 6    | Los Desertores     |
| 7    | Los Pío Pío        |
| 8    | Moracantana        |
| 9    | Los Soletes        |
| 10   | Balumba            |
| 11   | Umsuka-Imbali      |
| 12   | Vendaval           |
| 13   | Caribe             |

### Gran desfile de comparsas, grupos menores y artefactos (23/02/2020)
El desfile de comparas, grupos menores y artefactos sale el domingo 23 de febrero a las 12 de la mañana, realizando el siguiente recorrido: Salida en la confluencia del Puente de la Universidad con la Avenida Santa Marina, Enrique Segura Otaño, Avenida de Europa, Plaza Dragones Hernán Cortés.
En esta edición debutaron en Badajoz las comparsas Stanmajaras y Themba.
| Pos. | Comparsa              | Localidad                | Fund. | Debut | Pers. | Eslogan                         | Puntos / Premio | Puntos / Premio         |
| ---- | --------------------- | ------------------------ | ----- | ----- | ----- | ------------------------------- | --------------- | ----------------------- |
| 1    | La Bullanguera        | Badajoz                  | 1986  | 1987  | 100   |                                 | 289             |                         |
| 2    | Umsuka Imbali         | Badajoz                  | 1989  | 2015  | 175   |                                 | 333             | 13.º accésit Compartido |
| 3    | Colorido sobre ruedas | Badajoz                  | 2010  | 2010  | 110   |                                 | 261             |                         |
| 4    | Achiweiba             | Villafranco del Guadiana | 2015  | -     | 170   |                                 | 326             |                         |
| 5    | Donde vamos la liamos | Olivenza                 | 2005  | 2013  | 200   |                                 | 343             | 8.º accésit Compartido  |
| 6    | Los Riki's            | Arroyo de San Serván     | 2005  | 2011  | 50    |                                 | 282             |                         |
| 7    | Anuva                 | Barcarrota               | 2016  | 2017  | 150   |                                 | 339             | 11.º accésit            |
| 8    | Atahualpa             | Talavera la Real         | 1995  | 1995  | 100   |                                 | 350             | 6.º accésit             |
| 9    | Moracantana           | Badajoz                  | 1999  | 2000  | 168   |                                 | 329             |                         |
| 10   | Shantala              | Pueblonuevo del Guadiana | 2012  | 2013  | 100   |                                 | 310             |                         |
| 11   | Los Lorolos           | Mérida                   | 2008  | 2019  | 115   |                                 | 308             |                         |
| 12   | Infectos Acelerados   | Badajoz                  | 1985  | 1985  | 80    |                                 | 323             |                         |
| 13   | Los Tukanes           | Alange                   | 2006  | 2011  | 85    |                                 | 333             | 13.º accésit Compartido |
| 14   | La Movida             | Gévora                   | 1993  | 1994  | 65    |                                 | 288             |                         |
| 15   | Tarakanova            | Olivenza                 | 2010  | 2015  | 145   |                                 | 283             |                         |
| 16   | El Vaivén             | Badajoz                  | 1988  | 1988  | 258   |                                 | 361             | 4.º premio              |
| 17   | La Pava & Company     | Torremejía               | 1994  | 1996  | 120   |                                 | 343             | 8.º accésit Compartido  |
| 18   | Los Colegas           | Miajadas                 | 2010  | 2014  | 150   |                                 | 368             | 3.º premio              |
| 19   | Caretos Salvavidas    | Badajoz                  | 1988  | 1988  | 130   |                                 | 332             |                         |
| 20   | Los Desertores        | Badajoz                  | 1989  | 1989  | 90    |                                 | 306             |                         |
| 21   | Caribe                | Badajoz                  | 1981  | 1981  | 130   |                                 | 359             | 5.º premio              |
| 22   | Themba                | Don Benito               | 2019  | 2020  | 35    |                                 | 258             |                         |
| 23   | Valkerai              | Talavera la Real         | 2016  | 2017  | 98    |                                 | 349             | 7.º accésit             |
| 24   | Vendaval              | Badajoz                  | 1981  | 1981  | 110   |                                 | 315             |                         |
| 25   | Los Pirulfos          | Barbaño                  | 2003  | 2007  | 215   |                                 | 355             | 2.º accésit             |
| 26   | Dekebais              | Badajoz                  | 1985  | 1985  | 135   |                                 | 342             | 9.º accésit Compartido  |
| 27   | Vas Como Quieres      | Puebla de la Calzada     | 1992  | -     | 195   |                                 | 342             | 9.º accésit Compartido  |
| 28   | Las Monjas            | Torremejía               | 1996  | 1996  | 120   |                                 | 352             | 5.º accésit Compartido  |
| 29   | Los Makumbas          | Barcarrota               | 2001  | 2009  | 130   | La vita é un carnavale          | 341             | 10.º accésit Compartido |
| 30   | Lancelot              | Badajoz                  | 1985  | 1985  | 140   |                                 | 354             | 3..º accésit Compartido |
| 31   | Saqqora               | La Garrovilla            | 2012  | 2013  | 120   |                                 | 341             | 10.º accésit Compartido |
| 32   | Stanmajaras           | Alconchel                | 1989  | 2020  | 120   | “Okuda en el corazón de África” | 322             |                         |
| 33   | Balumba               | Gévora                   | 2003  | 2003  | 206   |                                 | 321             |                         |
| 34   | Los Lingotes          | Talavera la Real         | 1995  | 1996  | 227   |                                 | 378             | 2.º premio              |
| 35   | Yuyubas               | Badajoz                  | 1988  | 1988  | 123   |                                 | 333             | 13.º accésit Compartido |
| 36   | La Kochera            | Puebla de la Calzada     | 2001  | 2001  | 203   |                                 | 382             | 1..º premio             |
| 37   | Wailuku               | Badajoz                  | 1992  | 1992  | 200   |                                 | 353             | 4.º accésit             |
| 38   | Los Mismos            | Guadiana                 | 1987  | 2002  | 160   |                                 | 352             | 5.º accésit Compartido  |
| 39   | Montihuacán           | Montijo                  | 2013  | 2014  | 79    |                                 | 314             |                         |
| 40   | Meraki                | Valdebótoa               | 2016  | 2017  | 55    |                                 | 300             |                         |
| 41   | Marabunta             | Valdelacalzada           | 2013  | 2014  | 140   |                                 | 334             | 12.º accésit            |
| 42   | Los Caprichosos       | Quintana de la Serena    | 1996  | -     | 65    |                                 | 290             |                         |
| 43   | Aquelarre             | Aceuchal                 | 2016  | 2017  | 165   |                                 | 354             | 3..º accésit Compartido |
| 44   | Los Pío Pío           | Badajoz                  | 2014  | 2015  | 81    |                                 | 288             |                         |
| 45   | Los Soletes           | Badajoz                  | 1989  | 1989  | 85    |                                 | 279             |                         |
| 46   | Los de Siempre        | La Garrovilla            | 2010  | 2010  | 70    |                                 | 291             |                         |
| 47   | Achikitú              | Don Benito               | 2007  | 2010  | 100   |                                 | 322             |                         |
| 48   | Bakumbas              | Alange                   | 2007  | 2012  | 75    |                                 | 301             |                         |
| 49   | Cambalada             | Badajoz                  | 1990  | 1991  | 150   |                                 | 356             | 1..º accésit            |
| 50   | B.T.P. Batala Badajoz | Badajoz                  | 1996  | 2014  | 100   |                                 | 0               |                         |
| 51   | Los Superkk           | Badajoz                  | 1992  | -     | 35    |                                 | 0               |                         |

| Pos. | Grupos menores          | Puntos / Premio | Puntos / Premio |
| ---- | ----------------------- | --------------- | --------------- |
| 1    | Esto No Tiene Nombre    | 61              |                 |
| 2    | Los Minifolks           | 0               |                 |
| 3    | Baluarte Carnavalero    | 58              |                 |
| 4    | Los Atopes              | 83              | 1..º premio     |
| 5    | La Peña Los 3 Cubatas   | 75              |                 |
| 6    | Camalotes Del Guadiana  | 77              | 2.º premio      |
| 7    | Dekefuisteis            | 73              |                 |
| 8    | Estaribé                | 76              | 3..º premio     |
| 9    | La Unión Hace la Juerga | 58              |                 |
| 10   | Chalchimpapas           | 64              |                 |
| 11   | Los Chirigallos         | 0               |                 |
| 12   | Los Puertas de la Conga | 71              |                 |

Se quedan fuera del concurso por inscribirse fuera de plazo:
- Los Machas Llegan de Rumanía
- Los Salaos

| Pos. | Artefactos                                        | Clas.       |
| ---- | ------------------------------------------------- | ----------- |
| 1    | Lowquehacostao                                    |             |
| 2    | Deskrria2 en el Espacio                           |             |
| 3    | Mascachapas en Arabia                             | 2.º premio  |
| 4    | El Jartamión de Pa4dias va a Paso de Tortuga      |             |
| 5    | Los Gazpachones                                   |             |
| 6    | Ese es el Espíritu                                |             |
| 7    | Trimoto                                           | 3..º premio |
| 8    | Los Palmeritas                                    |             |
| 9    | Los del Barrio                                    |             |
| 10   | El Carpaso                                        |             |
| 11   | ¿Cuento yo? Pues anda que tú...                   | 1..º premio |
| 12   | Waltrapas                                         |             |
| 13   | Asociación de la Patruya del Karnaval             |             |
| 14   | Juntos y Revueltos                                |             |
| 15   | Goteros y Tiritas                                 |             |
| 16   | El Camión Milenario                               |             |
| 17   | Los Lorelos                                       |             |
| 18   | El Espantamovil                                   |             |
| 19   | De Bar En Peor "Viajan a Oz"                      |             |
| 20   | La Verdadera Historia del Piti - Los Water Closet |             |
| 21   | Presidente Independiente                          |             |
| 22   | Los Marchosos 2.0                                 |             |
| 23   | Los Kaidikingos                                   |             |
| 24   | Ya Te Vale                                        |             |
| 25   | La Urssralita No Se Pica                          |             |
| 26   | El Gallinero                                      |             |
| 27   | Aprisa's Remember                                 |             |
| 28   | La Batiera                                        |             |
| 29   | Agrupación Carnavalera Salsipuedes                |             |
| 30   | Le Ratito Más Agradable "El Pupas"                |             |

Se quedan fuera del concurso por inscribirse fuera de plazo:
- Los Taifas
- Lo Que Nos Tocó Con El Testamento
- VP Pacense de Balonmano

Otros premios
- Estandarte móvil: 1.º , 2.º , 3.º , 4.º  y 5.º .
- Estandarte fijo: 1.º , 2.º , 3.º , 4.º  y 5.º .

## Entierro de las Sardinas
Con el entierro de las sardinas se finalizarán los carnavales, realizándose el martes día 25/02/2020.
| Predecesor: Carnaval de Badajoz 2019 | Carnaval de Badajoz 2020 | Sucesor: Carnaval de Badajoz 2021 |